# Korytarz M4

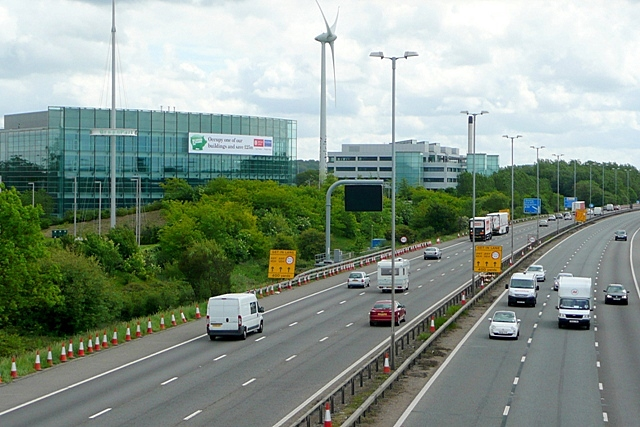
Autostrada M4 przebiegająca w pobliżu miasta Reading

Korytarz M4 (ang. M4 corridor) – obszar w Wielkiej Brytanii, w sąsiedztwie autostrady M4 (z Londynu do południowej Walii). Obszar ten jest głównym węzłem przedsiębiorstw związanych z high-tech, m.in. Citrix Systems, Dell, Huawei, Lexmark, LG, Novell, Nvidia, Panasonic, SAP i Symantec. Do najważniejszych miast i miejscowości w okolicy należą Bath, Bracknell, Bristol, Cardiff, Maidenhead, Newbury, Newport, Reading, Slough, Swansea i Swindon.